# B-Werk Besseringen

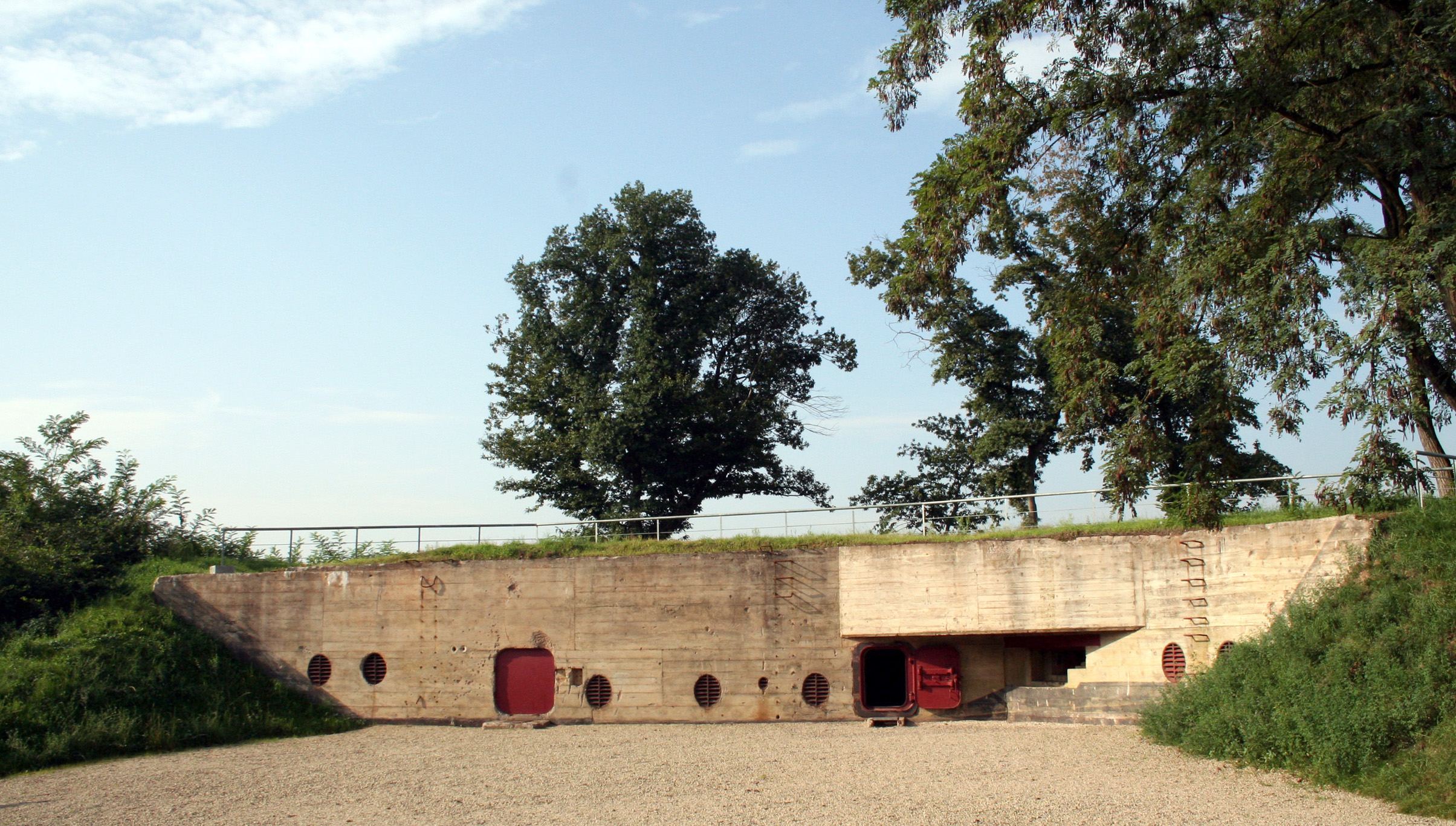
Eingangsbereich des Werks Besseringen

Das B-Werk bei Besseringen ist das einzige komplett erhaltene Panzerwerk der Ausbaustärke „B“ des Westwalls. Es gehörte zur sogenannten Saarstellung und liegt auf dem Gebiet der saarländischen Stadt Merzig.

## Der Westwall
Dieses Verteidigungssystem wurde zwischen 1936 und 1940 an der Westgrenze des Deutschen Reiches errichtet und hatte eine Länge von rund 630 Kilometern. Es bestand aus zahlreichen verschiedenartigen Bunkerkonstruktionen und Panzerhindernissen. Geplant wurden rund 22.000 Bunker und Werke, tatsächlich errichtet wurden ca. 14.800 Bauwerke, darunter 32 Panzerwerke der Baustärke „B“.

### Die B-Werke

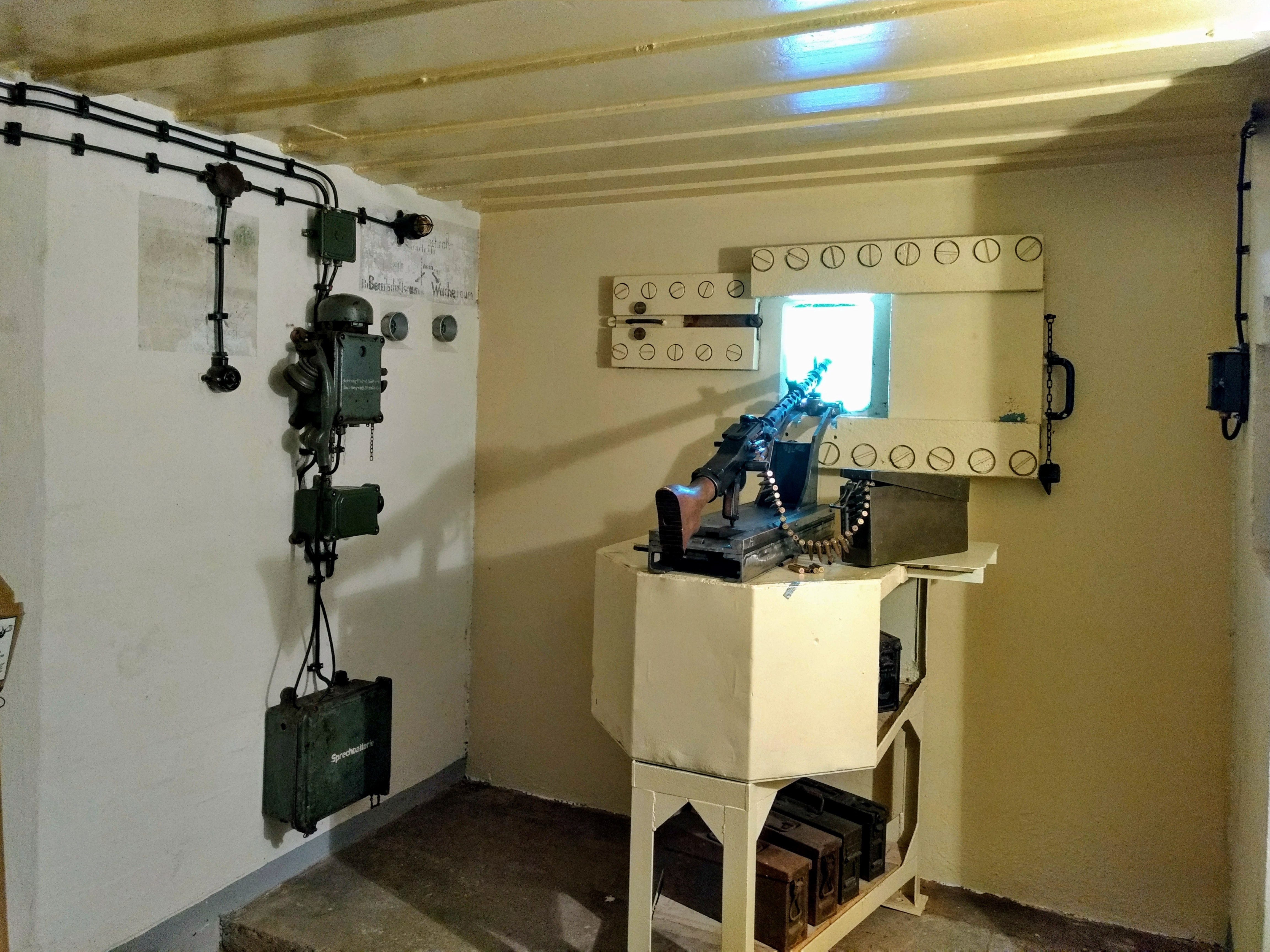
Maschinengewehrstand

Die B-Werke waren die größten und am besten ausgestatteten Bunkeranlagen des Westwalls. Ihr Name leitet sich von der Ausbaustärke ab (Ausbaustärke B = 1,5 Meter Wand- und Deckenstärke). Offiziell wurde der Begriff Panzerwerk bzw. ein Tarnname (z. B. Tiername, Flurname, Name einer militärischen Größe) benutzt, um dem Gegner keinen Hinweis auf die Ausbaustärke der Werke zu geben. Von den 32 B-Werken des Westwalls ist nur das B-Werk Besseringen in seiner kompletten Bausubstanz und mit allen Waffenkuppeln unzerstört erhalten geblieben. Im rheinland-pfälzischen Irrel befindet sich mit dem teilgesprengten Panzerwerk Katzenkopf ein weiteres B-Werk, welches der Öffentlichkeit zugänglich ist. Darüber hinaus sind fast alle B-Werke nach dem Krieg desarmiert und gesprengt worden. Bis Mitte der 1990er Jahre wurden die teils offenen Ruinen schließlich eingeebnet und übererdet.

## Das B-Werk bei Besseringen
Das B-Werk in Besseringen wurde in den Jahren 1938 und 1939 errichtet. Der Bau kostete damals etwa 1.300.000 Reichsmark. Es wurden etwa 2.800 Kubikmeter Beton, 1.120 Tonnen Zement, 5.400 Tonnen Sand und Kies sowie rund 200 Tonnen Stahl verbaut. Das Werk erstreckt sich bei einer Höhe von 12 m über drei Ebenen und verfügt über 44 Räume auf einer Grundfläche von 24,60 Metern Länge und 17,80 Metern Breite. Damit war es für eine Besatzung von 85 bis 90 Personen ausgelegt, die im Bedarfsfall 30 Tage lang autark im B-Werk leben und kämpfen konnten. Der Bau besaß eine eigene Wasser- und Stromversorgung, Luftfilteranlagen, Maschinen- und Mannschaftsräume und war ausgestattet mit zwei Sechsschartentürmen, einer Beobachtungskuppel und Schartenplatten für eine flankierende Anlage. Die Bewaffnung bestand aus insgesamt fünf Maschinengewehren für die zwei Sechsschartentürme und die Flankierungsanlage mit Schartenplatte sowie einem Maschinengranatwerfer M 19 und einem Festungsflammenwerfer FN. Dazu kam die normale Bewaffnung der Infanteristen (Mauser Modell 98).
Die Anlage hatte folgende Kennung: Bunker N38401, später WH.-Nr. 118.

## Bewaffnung und Panzerungsteile

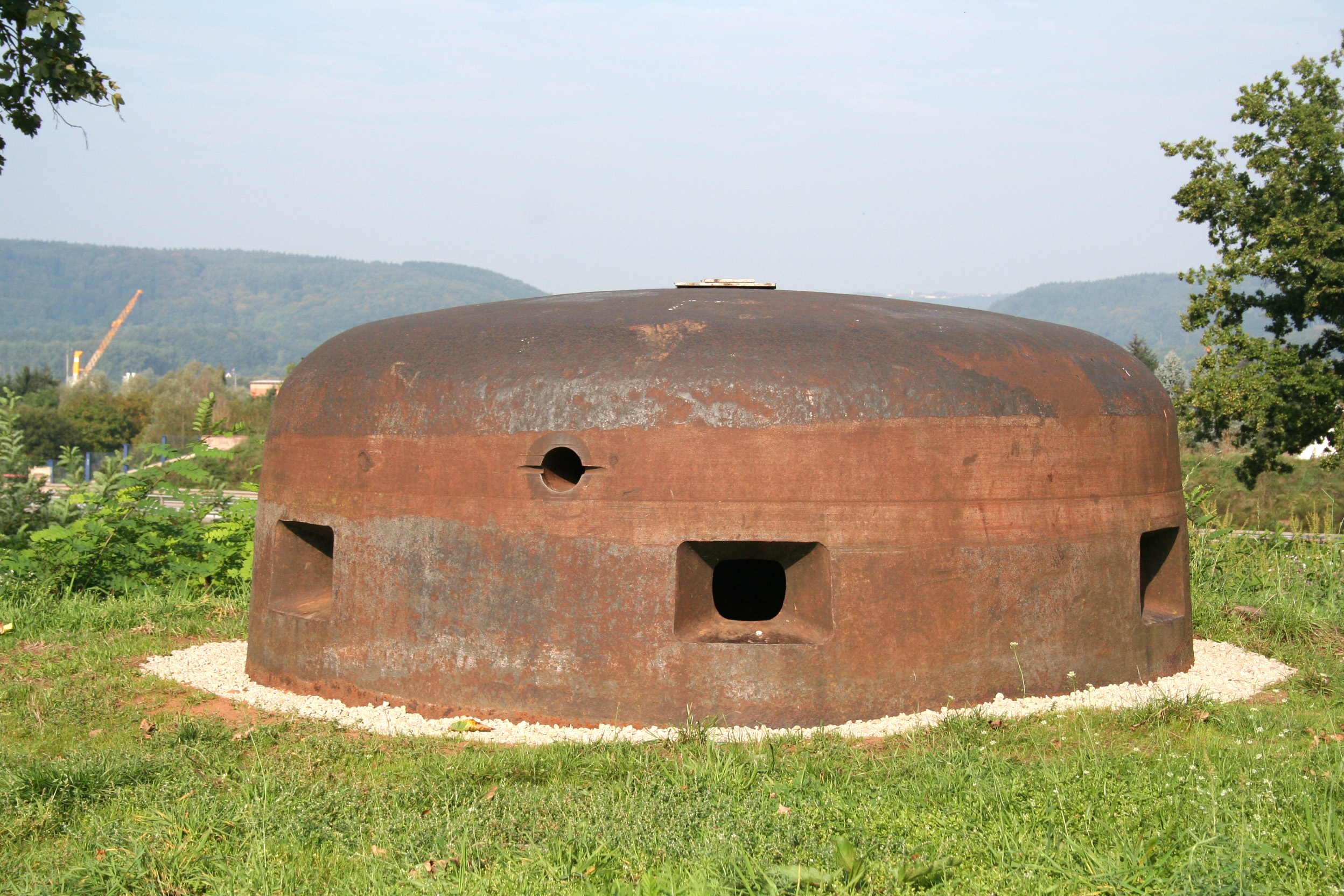
Sechsschartenturm 20P7

Die Hauptbewaffnung bestand aus jeweils zwei Maschinengewehren des Typs MG 34 pro Sechsschartenturm. Die Maschinengewehre waren auf Lafetten in den Türmen befestigt und konnten mittels Laufschiene die Scharten wechseln, durch Teilkreisskalen an den Turminnenwänden konnten sie gerichtet werden. Die Maschinengewehre konnten aus Platzgründen nicht in zwei Scharten nebeneinander eingesetzt werden, es musste immer eine Scharte dazwischen frei bleiben. Verschlossen wurden die Scharten bei Nichtgebrauch mit Kugelkalottverschlüssen. Die Lafetten der Waffen besaßen einen passenden Kugelkopf, der die Scharte gasdicht abschloss, wenn das MG in Feuerstellung war. Die Sechsschartentürme vom Typ 20P7 haben eine durchschnittliche Wanddicke von 255 Millimetern (max. 295 Millimeter), einen Innendurchmesser von 2,25 Metern und ein Gewicht von 51 Tonnen. Die Gesamthöhe beträgt 2,64 Meter, wovon aber nur 1,34 Meter über die Decke des Bauwerks herausragen. Wegen der effektiven Schussweite von 1.650 Metern können die Maschinengewehre in den Kuppeln als „Fernkampfwaffen“ des Werks gesehen werden, sie sollten vor allem das gegenüberliegende Saarufer und den dort ansteigenden Hang decken.
Der 5-cm-Maschinengranatwerfer M19 war zur Verteidigung des Bunkerumfeldes vorgesehen und konnte zudem den umliegenden Bunkern Feuerunterstützung leisten. Seine Schussweite betrug zwischen 20 und 600 Metern bei einer maximalen, theoretischen Feuergeschwindigkeit von bis zu 120 Granaten des Kalibers 5 Zentimeter in der Minute. Dabei wurden leicht modifizierte Werfergranaten des 5-cm-Granatwerfers 36 verwendet, der wie der M19 von der Firma Rheinmetall produziert wurde. Der Granatwerfer war in einen Panzerturm vom Typ 424P01 eingebaut, welcher nahezu deckengleich versenkt ist. Er ragte nur 0,30 Meter über die Decke des Bauwerks heraus. Der Turm hatte ein Gewicht von 26 Tonnen, einen Innendurchmesser von 1,70 Metern, eine Gesamthöhe von 2,63 Metern und eine durchschnittliche Wandstärke von 250 Millimetern.
Der Festungsflammenwerfer – FN-Gerät (Festungs-Nahkampf-Gerät) – war zur Verteidigung der Werksoberfläche und der direkten Umgebung gedacht. Die maximale Reichweite des Flammstoßes betrug 40 Meter und dieser konnte für maximal 90 Sekunden gehalten werden. Dafür wurden 120 Liter Flammöl verbraucht. Der Werfer arbeitete mit einem Druck von 20 atü, welcher in einem speziellen Druckkessel aufgebaut wurde. Der Druckkessel wurde von einem Vorratsbehälter befüllt, der 2.500 Liter Flammöl fasste. Das FN-Gerät brauchte zwei Minuten bis zur Feuerbereitschaft (Füllen des Druckbehälters und Aufbauen des Drucks). Die Zündung des Flammöls erfolgte durch Acetylengas.

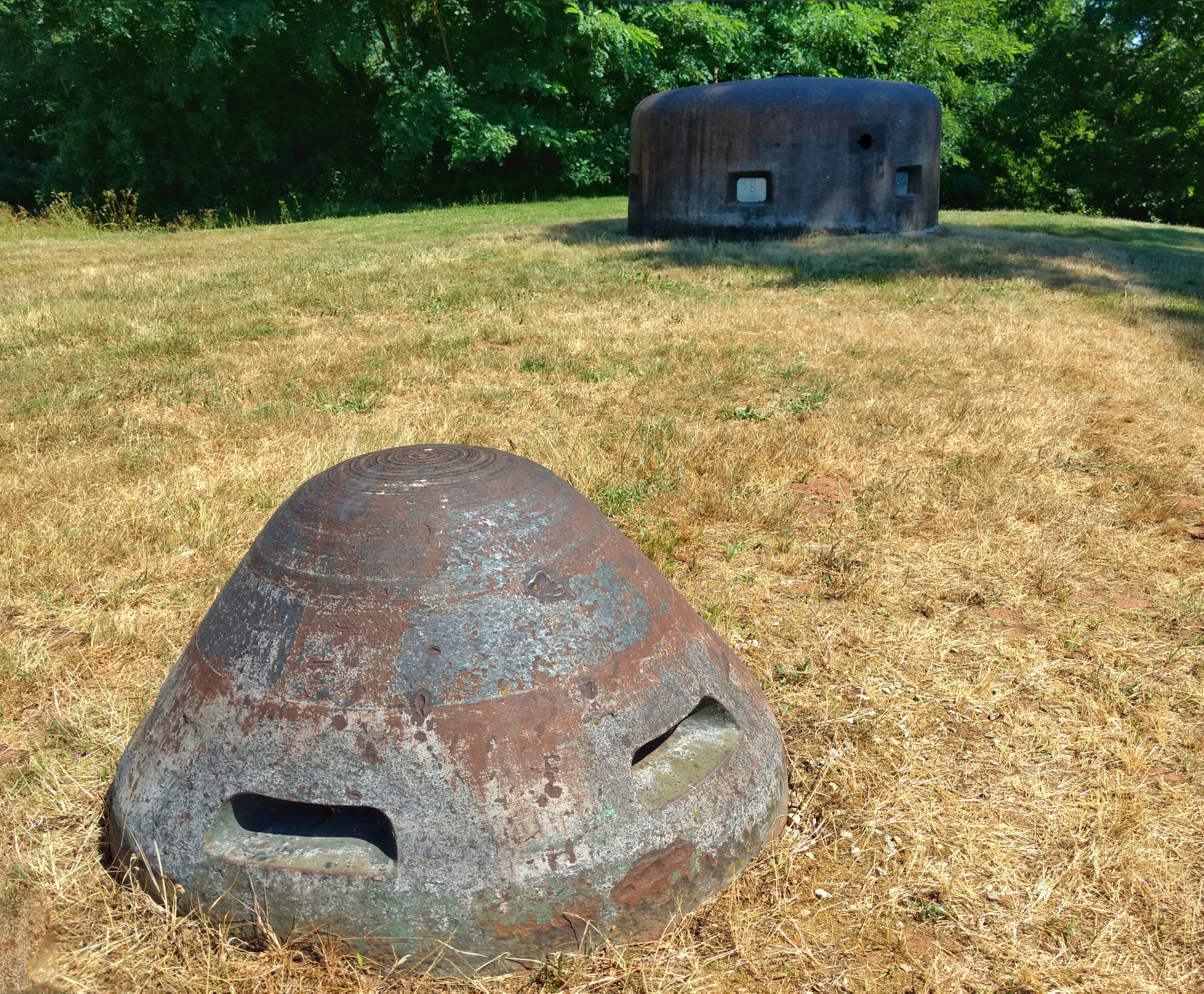
Beobachtungsglocke

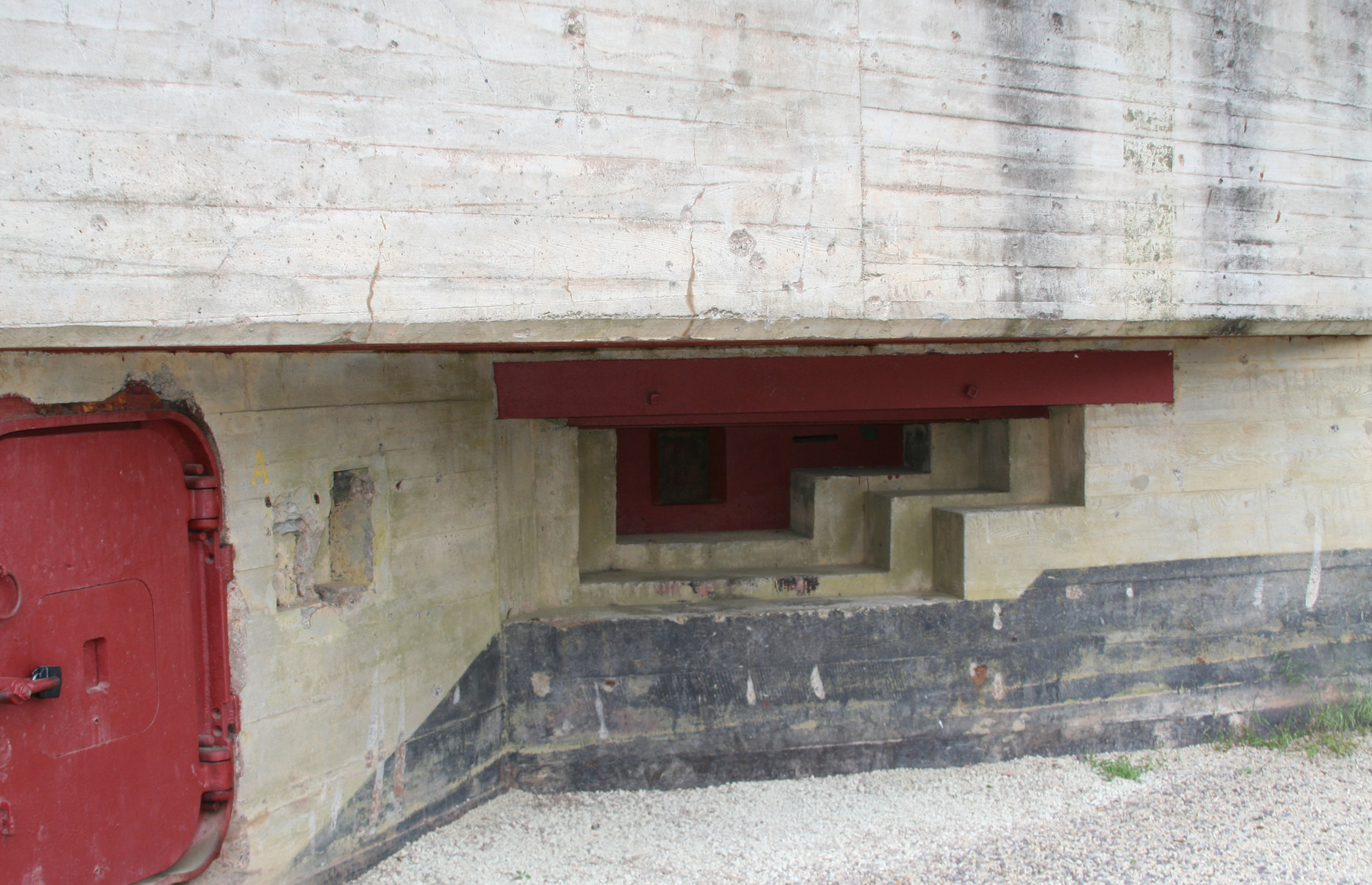
Flankierungsanlage mit Panzerplatte und Treppenscharte

Zur Beobachtung und Feuerleitung stand dem Kommandanten eine Beobachtungsglocke vom Typ 90P9 zur Verfügung. Durch 5 Sehschlitze, die mittels Schiebern verschlossen werden konnten, hatte der Kommandant die Möglichkeit, die Umgebung durch zwei Panzer-Beobachtungswinkelfernrohre (Pz.B.W.F 5a) zu beobachten und das Feuer zu leiten. Die Glocke hat ein Gewicht von 6 Tonnen, eine durchschnittliche Wandstärke von 120 Millimetern und eine Gesamthöhe von 1,60 Metern, wobei nur 0,65 Meter über die Bauwerksdecke herausragen.
Ein weiteres Maschinengewehr befand sich in der Flankierungsanlage und diente dort der Verteidigung des Eingangsbereiches. Die Waffe war auf einem Untersetzkasten mit entsprechendem Gewehrträger befestigt. Die Flankierungsanlage besaß eine Schartenplatte 7P7 mit einer Stärke von 10 Zentimetern und einem Gewicht von 7,5 Tonnen, vor der sich nochmals eine Treppenscharte aus Beton befand. Mittels eines einfachen Schiebers konnten die Scharte und der Beobachtungsschlitz verschlossen werden. Des Weiteren war für den Sehschlitz ein Schieber aus Panzerglas vorhanden, mit dem auch ein Beobachten unter Beschuss möglich war.

## Die technischen Einrichtungen

### Stromerzeugung
Der Maschinenraum des B-Werks Besseringen erstreckte sich über zwei Stockwerke, wobei das obere Stockwerk nur über den Maschinenraum von unten zu betreten war. Der Boden des oberen Stockwerks bestand aus Stahlträgern mit Blechen. Zur Stromerzeugung besaß das Werk zwei Dieselgeneratoren in einem Maschinenraum. Dabei handelte es sich um wassergekühlte Vierzylinder-Viertakt-Motoren mit jeweils 38 PS. Die Drehstromgeneratoren erzeugten jeweils 28 Kilowatt dreiphasigen Wechselstrom mit einer Spannung von 380 Volt. Dieser Strom betrieb die Elektromotoren im Werk, die elektrischen Heizkörper in den Mannschaftsräumen und die Kochkessel sowie Heizplatten in der Küche. Die Hauptbeleuchtung wurde mit 220 Volt versorgt. Sensible Bereiche wurden über Werks-Akkumulatoren betrieben, um bei einem Ausfall der Generatoren weiterhin Strom zur Verfügung zu haben. Dieses mit 24 Volt betriebene Netz versorgte die Beleuchtung der Kampfräume sowie der Optiken und stellte den Strom für die Notbeleuchtung zur Verfügung. Der Nachrichtenraum des Werks verfügte nochmals über separate 24-Volt-Akkumulatoren. Die gesamte Maschinenanlage wurde nach Kriegsende entfernt. Einer der beiden Dieselmotoren wurde von der Stadt Merzig den amerikanischen Streitkräften überlassen, der Verbleib ist unbekannt.

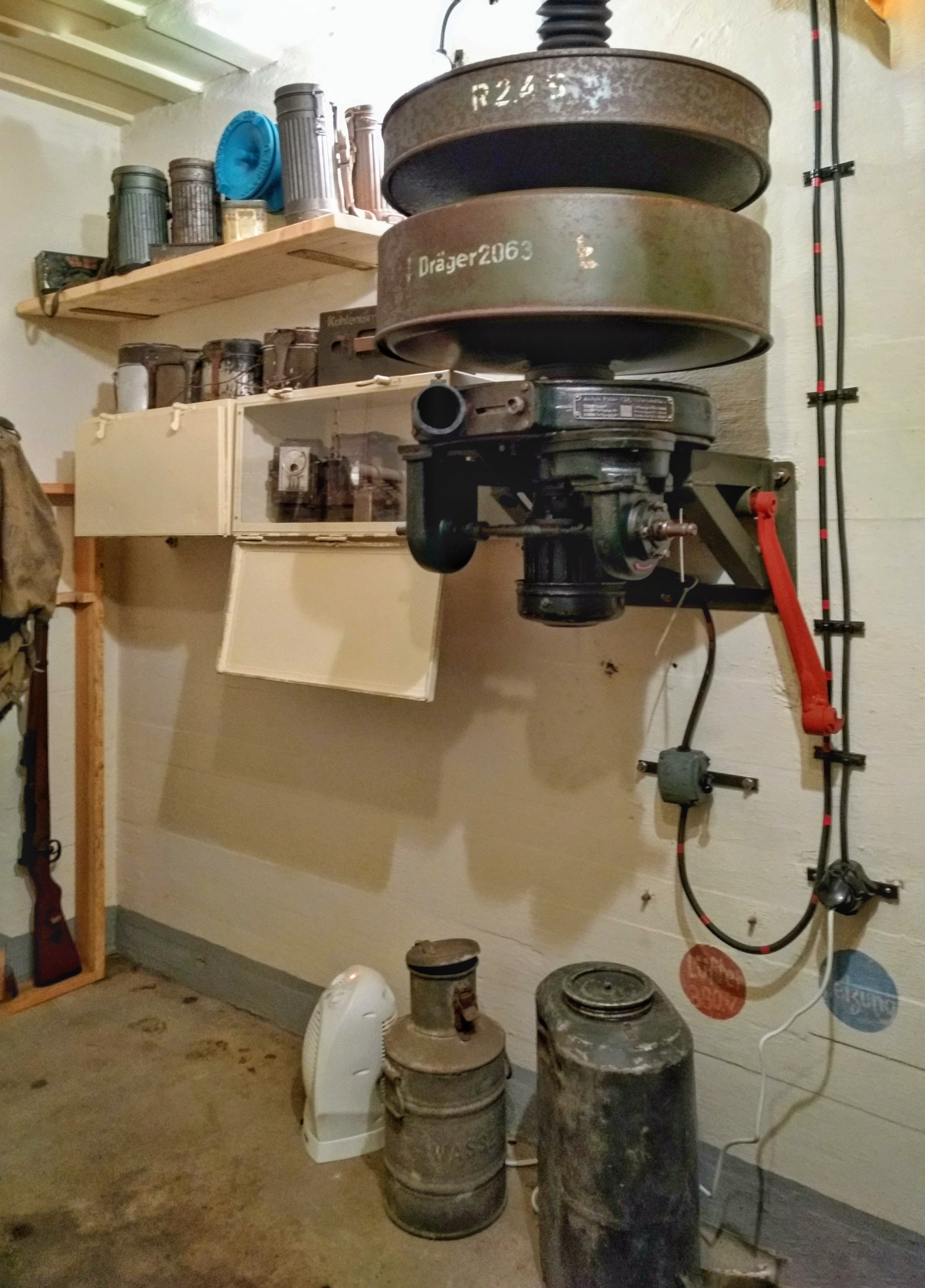
Luftfilteranlage

### Luftfilteranlage und Belüftung
Ein wichtiger Aspekt der Bunkeranlagen des Westwalls war ihre Gassicherheit. Die Anlagen konnten luftdicht verschlossen und mit gereinigter Außenluft versorgt werden. Die B-Werke hatten wegen ihrer Bedeutung bei der Konzeption und beim Bau der Anlagen die aufwändigsten Filtersysteme. Ein ständiger Überdruck verhinderte das Eindringen von Gasen bei kleinen Leckagen und ermöglichte das Abziehen von verbrauchter Luft und Abgasen aus den Kampfständen. Ein oder mehrere Räume waren zu untereinander gasdichten Zellen zusammengefasst. Überdruckventile in den Räumen oder Zellen regelten den Überdruck. Die angesaugte Außenluft wurde durch einen Vorfilter geleitet, der die Luft von Staub und Wasserdampf befreite. Danach durchströmte sie vier parallel geschaltete Raumfilter, die durch Aktivkohleeinsätze Kampfgase ausfilterten. Bei Bedarf konnte die Luft zum Heizen der Anlage mittels eines Wärmetauschers angewärmt werden, bevor sie in das Werk geblasen wurde. Die Förderleistung des Zentrallüfters betrug 40 m³/Minute. Um die Belüftung der Anlage auch bei einem Ausfall des Zentrallüfter sicherzustellen, verfügten die einzelnen Räume oder Zellen über handbetriebene Lüfter vom Typ HES (Heeres-Einheits-Schutzlüfter) mit 1,2 m³ oder 2,4 m³ Förderleistung in der Minute. Der Zentrallüfter mit den Filtern befand sich über dem Maschinenraum und ist heute nicht mehr vorhanden.

### Kommunikationseinrichtungen
Das Werk verfügte über ein ausgeklügeltes Netz an Kommunikationseinrichtungen. In einem eigenen Nachrichtenraum endeten drei Erdkabel des Festungsfernsprechnetzes. Dort befand sich eine Steckvermittlung. Bei den Eingängen befanden sich Nischen, an denen zusätzliche Feldkabel angeschlossen werden konnten, entweder um zusätzliche Kabelverbindungen zu schaffen oder um beschädigte Erdkabel zu überbrücken. In den wichtigsten Räumen waren Fernsprecher fest installiert oder es waren zumindest Anschlüsse für tragbare Geräte vorhanden. Die Waffentürme waren – unabhängig von der zentralen Steckvermittlung im Nachrichtenraum – mit den zugehörigen Bereitschaftsräumen durch separate Linienfernsprecher verbunden. Zwischen den Räumen der inneren Eingangsverteidigung und der Flankierungsanlage waren ausfallsichere Sprachrohre in den Wänden verlegt.

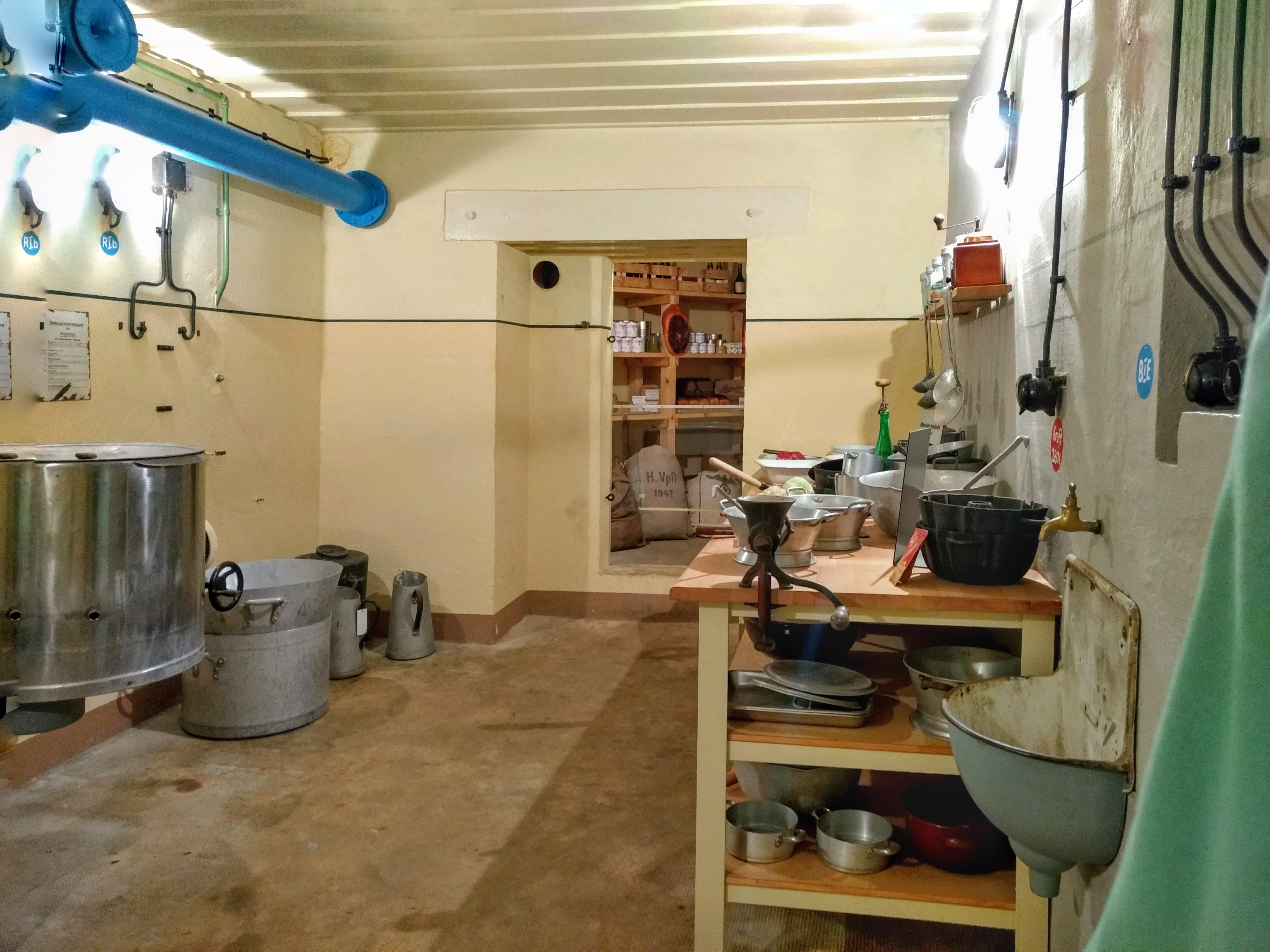
Küche

### Wasserversorgung

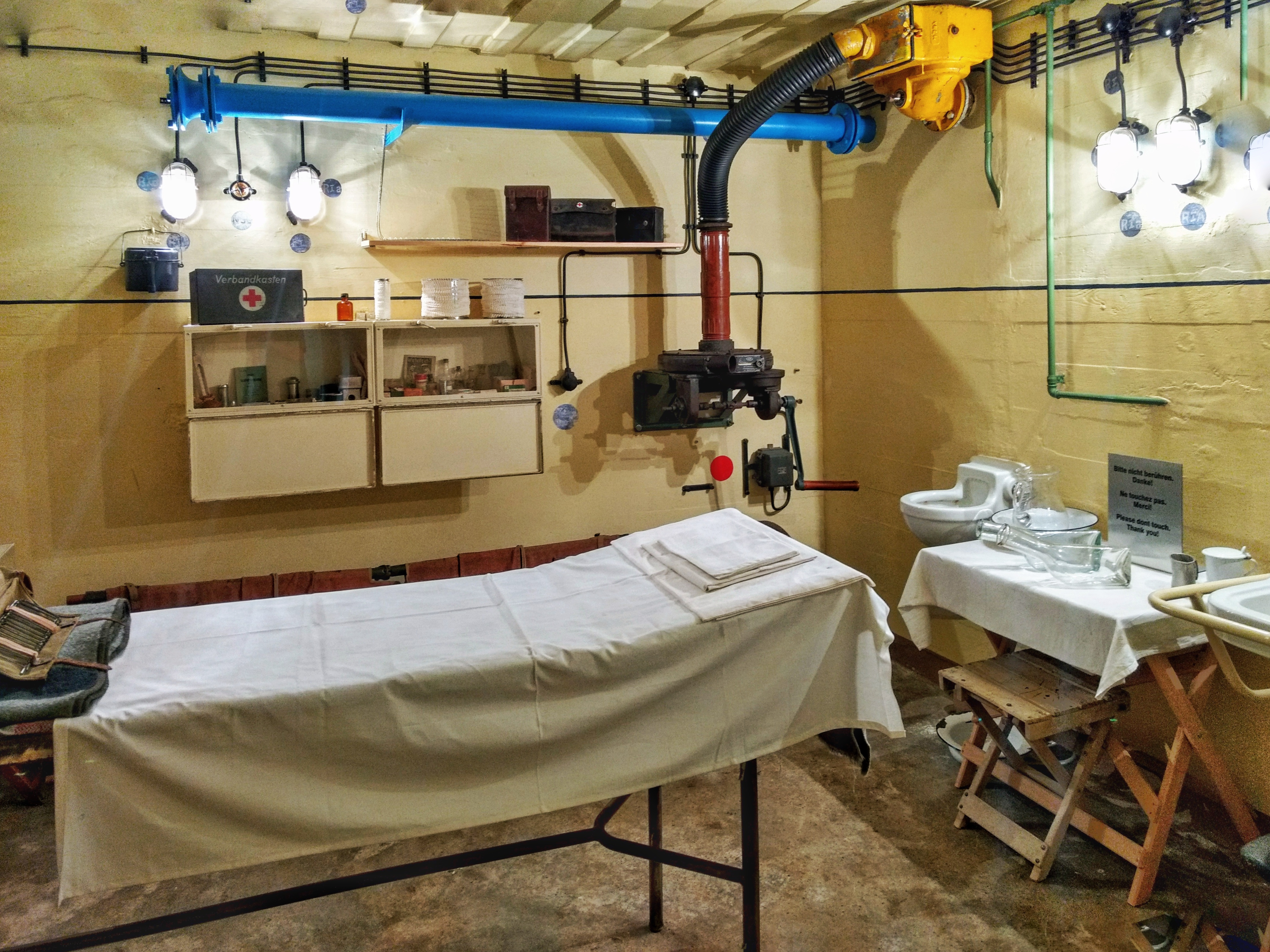
Sanitätsraum

Das Werk verfügte über einen eigenen Brunnen. In einer Brunnenkammer befand sich eine Pumpe, die Wasser in einen Vorratsbehälter pumpte. Von dort wurde Wasser in einen Druckbehälter gepumpt, um den nötigen Wasserdruck für die Versorgungsleitungen zu erzeugen. Wasserentnahmestellen gab es in der Küche, im Sanitätsraum, im Führerraum, in den Fluren sowie im Waschraum (das Werk verfügte über keine Duschen, sondern nur über Waschbecken), in den Toiletten und im Maschinenraum. Neben der Versorgung der Besatzung mit Trinkwasser wurde Wasser zum Kühlen der Dieselaggregate benötigt und es war eine automatische Sprinkleranlage im Munitionsraum installiert. Das Abwasser wurde in einer Abwassergrube gesammelt. Von dort beförderte es eine elektrische Hebeanlage, die über einen Schwimmer aktiviert wurde, nach oben.

## Besatzung während des Zweiten Weltkriegs
Erstmals mit Kampftruppen besetzt wurde das B-Werk Besseringen vermutlich durch Kräfte der 79. Infanteriedivision, in deren Divisionsabschnitt sich das B-Werk befand. Die Zeit der ersten Besatzung begann unmittelbar nach der Fertigstellung Ende 1939 und dauerte bis zum Sommer 1940, als eine Belegung nach dem erfolgreichen Frankreichfeldzug nicht mehr nötig erschien. Im November 1944 wurde das B-Werk Besseringen zum zweiten Mal mit Kampftruppen besetzt. Nachdem die Alliierten Anfang 1945 Merzig umgangen hatten, verließ die Besatzung die Bunkeranlage mit dem Rückzugsbefehl vom 12. März 1945. Amerikanische Truppen nahmen das verwaiste B-Werk am 18. März 1945 kampflos ein.

## Nachkriegszeit
Nach Kriegsende wurden fast alle Einbauteile des B-Werks entfernt. Die Anlage diente als Bauschuttdeponie. Sie wurde 1980 zugemauert und mit Erde bedeckt.
Als Ende der 1970er Jahre das nahe gelegene Industriegebiet „Siebend“ sowie eine Zubringerstraße zur Autobahn A8 geplant wurden, stand ein Abriss der Bunkeranlage im Raum. Es ist der Initiative von Festungsforschern und Westwallexperten zu verdanken, dass das B-Werk Besseringen als erste Bunkeranlage des Zweiten Weltkriegs im Saarland bereits 1980 als bedeutendes Beispiel des Festungsbaus unter Denkmalschutz gestellt wurde.
Ab 1997 begann die Freilegung und Restaurierung. Von 1997 bis 2002 wurde die Anlage durch die Reservistenkameradschaft Merzig betreut, seit 2002 ist der Verein für Heimatkunde Merzig damit beauftragt. Eigentümer der Bunkeranlage ist die Kreisstadt Merzig.

### Museum
Seit Herbst 2005 ist das B-Werk der Öffentlichkeit zugänglich. Der größte Teil der Anlage kann im Rahmen einer Selbstführung besichtigt werden. Die Öffnungszeiten beschränken sich auf die Sonntage zwischen April und September von 14–18 Uhr. Im Untergeschoss wurde eine ständige Ausstellung zu den Kämpfen am Orscholzriegel sowie zu den Folgen für die Zivilbevölkerung und zu Widerstandsbewegungen eingerichtet. Bisher sind zehn der 43 Räume nahezu im Originalzustand restauriert worden (Stand April 2025). Von außen sind nur der Eingangsbereich sowie die Panzerkuppeln zu erkennen.
Auf dem Eingangshof befindet sich seit 2005 ein Wachhäuschen, welches beim Bau des Westwalls als Kontrollposten an Baustellenzufahrten verwendet wurde.

## Weiterführende Informationen